# Барум (Люнебург)
Барум (нім. Barum) — громада в Німеччині, розташована в землі Нижня Саксонія. Входить до складу району Люнебург. Складова частина об'єднання громад Бардовік.
Площа — 9,8 км2. Населення становить 2096 ос. (станом на 31 грудня 2021).